# Vladimir Ikraš
Vladimir Ikraš (23 ottobre 1988) è un giocatore di football americano serbo, che gioca nel ruolo di offensive lineman per gli Inđija Indians.